# نيكولاس جانفير
نيكولاس جانفير (بالفرنسية: Nicolas Janvier)‏ (11 أغسطس 1998 بسان مالو في فرنسا - ) هو لاعب كرة قدم فرنسي في مركز الوسط. شارك مع منتخب فرنسا تحت 16 سنة لكرة القدم ومنتخب فرنسا تحت 17 سنة لكرة القدم ومنتخب فرنسا تحت 18 سنة لكرة القدم. أما مع النوادي، فقد لعب مع ستاد رين.

## وصلات خارجية
- نيكولاس جانفير على موقع قاعدة بيانات كرة القدم.إي يو (الإنجليزية)
- نيكولاس جانفير على موقع ليكيب (الفرنسية)
- نيكولاس جانفير على موقع Soccerway.com (الإنجليزية)
- نيكولاس جانفير على موقع AS.com (الإسبانية)